# Mistrzostwa Świata Juniorów w Łucznictwie 2019
16. Mistrzostwa Świata Juniorów w Łucznictwie odbyły się w dniach 19 – 25 sierpnia 2019 roku w Madrycie w Hiszpanii. W zawodach wzięli udział juniorzy do 21 roku życia oraz kadeci do 18 roku życia, strzelający z łuków klasycznych i bloczkowych.

## Reprezentacja Polski juniorów

### łuk klasyczny
- Karolina Jurasz
- Oskar Kasprowski
- Marlena Kocaj
- Filip Łazowski
- Kamila Napłoszek
- Andrzej Neścior

## Reprezentacja Polski kadetów

### łuk klasyczny
- Miłosz Chojecki
- Anna Ferens
- Katarzyna Kozioł
- Klaudia Płaza
- Michał Rytlewski
- Jerzy Sputo

## Medaliści

### Juniorzy

#### Strzelanie z łuku klasycznego
| Konkurencja:           | Złoto:                                                           | Srebro:                                                     | Brąz:                                                      |
| indywidualnie kobiet   | Valentina Acosta Giraldo                                         | Ana Paula Vázquez                                           | Jang Min-hee                                               |
| indywidualnie mężczyzn | Kim Hyeon-jong                                                   | Jack Williams                                               | Lee Jin-yong                                               |
| drużynowo kobiet       | Korea Południowa · Lee Ga-hyun · Cha Song-hui · Jang Min-hee     | Chińskie Tajpej · Sui Yun-ching · Yeh Yu-chen · Su Szu-ping | Hiszpania · Elia Canales · Maria Pitarch · Monica Galisteo |
| drużynowo mężczyzn     | Korea Południowa · Lee Jin-yong · Kim Pil-joong · Kim Hyeon-jong | Japonia · Kuwae Yoshito · Ishii Yuta · Tomatsu Daisuke      | Holandia · Gijs Broeksma · Damian Vaes · Jonah Wilthagen   |
| mikst                  | Korea Południowa · Kim Hyeon-jong · Jang Min-hee                 | Francja · Clement Jacquey · Lisa Barbelin                   | Chiny · Lin Liangwen · Li Xinxin                           |

#### Strzelanie z łuku bloczkowego
| Konkurencja:           | Złoto:                                                                  | Srebro:                                                           | Brąz:                                                                     |
| indywidualnie kobiet   | Amanda Mlinarić                                                         | İpek Tomruk                                                       | Elisa Roner                                                               |
| indywidualnie mężczyzn | Anders Faugstad                                                         | Austin Taylor                                                     | Olvera Rodrigo                                                            |
| drużynowo kobiet       | Stany Zjednoczone · Savannah Vanderwier · Alexis Ruiz · Anna Scarbrough | Rosja · Weronika Sanina · Elizaweta Kniazewa · Elizaweta Korolewa | Wielka Brytania · Lucy Mason · Jessica Stretton · Ella Gibson             |
| drużynowo mężczyzn     | Stany Zjednoczone · Curtis Broadnax · Connor Sears · Cooper French      | Meksyk · Romeo Trevino · Perez Chavez Pablo · Olvera Rodrigo      | Indie · Sangampreet Singh Bisla · Sukhbeer Singh · Tushar Sanjay Phadtare |
| mikst                  | Indie · Sukhbeer Singh · Raginee Markoo                                 | Szwajcaria · Andrea Vallaro · Janine Hunsperger                   | Norwegia · Anders Faugstad · Sunniva Lislevand                            |

### Kadeci

#### Strzelanie z łuku klasycznego
| Konkurencja:           | Złoto:                                                        | Srebro:                                                         | Brąz:                                                           |
| indywidualnie kobiet   | Komalika Bari                                                 | Sonoda Waka                                                     | Jang Mi                                                         |
| indywidualnie mężczyzn | Tai Yu-hsuan                                                  | Caleb Urbina                                                    | Kim Je-deok                                                     |
| drużynowo kobiet       | Korea Południowa · Jeon Do-hye · Jang Mi · Yeom Hye-jeong     | Rosja · Tuyana Budażapowa · Polina Krikunowa · Nadieżda Kaszina | Chińskie Tajpej · Yang Ya-jung · Shih Meng-chun · Chiu Yi-ching |
| drużynowo mężczyzn     | Korea Południowa · Kim Je-deok · Cho Jeon-gu · Kim Myeong-gyu | Chińskie Tajpej · Tai Yu-hsuan · Su Yu-yang · Liu Tai-yen       | Meksyk · Diego Caballero · Caleb Urbina · Carlos Vaca           |
| mikst                  | Korea Południowa · Yeom Hye-jeong · Kim Je-deok               | Stany Zjednoczone · Josef Scarboro · Casey Kaufhold             | Japonia · Ito Kaisei · Sonoda Waka                              |

#### Strzelanie z łuku bloczkowego
| Konkurencja:           | Złoto:                                                                   | Srebro:                                                        | Brąz:                                                                   |
| indywidualnie kobiet   | Arina Czerkezowa                                                         | Natacha Stütz                                                  | Elisa Bazzichetto                                                       |
| indywidualnie mężczyzn | Sebastian Garcia                                                         | Danił Kosenkow                                                 | Batuhan Akçaoğlu                                                        |
| drużynowo kobiet       | Stany Zjednoczone · Faith Miller · Raegan Bender · Makenzie Weatherspoon | Rosja · Arina Czerkezowa · Nika Snetkowa · Daria Perfilijewa   | Meksyk · Mariana Bernal · Dafne Valeria Quintero Garcia · Ana Hernández |
| drużynowo mężczyzn     | Stany Zjednoczone · Matthew Russell · Cole Zeug · Sawyer Sullivan        | Dania · Mathias Fullerton · Tore Bjarnarson · Christoffer Berg | Turcja · Batuhan Akçaoğlu · Yakup Yıldız · Emirhan Kısa                 |
| mikst                  | Meksyk · Sebastian Garcia · Dafne Valeria Quintero Garcia                | Stany Zjednoczone · Cole Zeug · Makenzie Weatherspoon          | Australia · Rory Blake · Alyssa Mollema                                 |

## Klasyfikacja medalowa

### Juniorzy
| Lp. | Państwo           | Złoto | Srebro | Brąz | Razem |
| 1.  | Korea Południowa  | 4     | 0      | 2    | 6     |
| 2.  | Stany Zjednoczone | 2     | 1      | 0    | 3     |
| 3.  | Indie             | 1     | 0      | 1    | 2     |
| 3.  | Norwegia          | 1     | 0      | 1    | 2     |
| 5.  | Chorwacja         | 1     | 0      | 0    | 1     |
| 5.  | Kolumbia          | 1     | 0      | 0    | 1     |
| 7.  | Meksyk            | 0     | 2      | 1    | 3     |
| 8.  | Chińskie Tajpej   | 0     | 1      | 0    | 1     |
| 8.  | Francja           | 0     | 1      | 0    | 1     |
| 8.  | Japonia           | 0     | 1      | 0    | 1     |
| 8.  | Kanada            | 0     | 1      | 0    | 1     |
| 8.  | Rosja             | 0     | 1      | 0    | 1     |
| 8.  | Szwajcaria        | 0     | 1      | 0    | 1     |
| 8.  | Turcja            | 0     | 1      | 0    | 1     |
| 15. | Chiny             | 0     | 0      | 1    | 1     |
| 15. | Hiszpania         | 0     | 0      | 1    | 1     |
| 15. | Holandia          | 0     | 0      | 1    | 1     |
| 15. | Wielka Brytania   | 0     | 0      | 1    | 1     |
| 15. | Włochy            | 0     | 0      | 1    | 1     |

### Kadeci
| Lp. | Państwo           | Złoto | Srebro | Brąz | Razem |
| 1.  | Korea Południowa  | 3     | 0      | 2    | 5     |
| 2.  | Stany Zjednoczone | 2     | 2      | 0    | 4     |
| 3.  | Meksyk            | 2     | 1      | 2    | 5     |
| 4.  | Rosja             | 1     | 3      | 0    | 4     |
| 5.  | Chińskie Tajpej   | 1     | 1      | 1    | 3     |
| 6.  | Indie             | 1     | 0      | 0    | 1     |
| 7.  | Dania             | 0     | 2      | 0    | 2     |
| 8.  | Japonia           | 0     | 1      | 1    | 2     |
| 9.  | Turcja            | 0     | 0      | 2    | 2     |
| 10. | Australia         | 0     | 0      | 1    | 1     |
| 10. | Włochy            | 0     | 0      | 1    | 1     |